# ダニエル・W・ヴォーヒーズ
ダニエル・ウルゼイ・ヴォーヒーズ（英語: Daniel Wolsey Voorhees、1827年9月26日 - 1897年4月10日）は、アメリカ合衆国の政治家。民主党所属のインディアナ州選出上院議員。南北戦争期には反戦主義の コッパーヘッドであった。

## 生涯
オランダ系の父スティーヴン・ピーター・ヴォーヒーズ、アイルランド系の母レイチェル・エリオットの間に、オハイオ州バトラー郡リバティ郡区で生まれた。幼少時代にインディアナ州フォンテイン郡、ヴィーダーズバーグ近くに転居した。1849年にインディアナ・アシュベリー大学（現在のデポー大学）を卒業した。1850年に法曹界入りしコヴィントンで弁護士を開業、1857年にテレハウトに転居した。
1858年から1861年までインディアナ州の検察官を務め、1861年から1866年および1869年から1873年まで民主党からの連邦下院議員を務めた。1877年から1897年までは上院議員を務めた。南北戦争の間、彼はコッパーヘッドとして反戦を唱え、おそらくはゴールデン・サークル騎士団に所属していた。しかしながらクレメント・ヴァランディガムの様な急進主義ではなかった。

## 参考図書
- Stampp, Kenneth M. Indiana Politics during the Civil War (1949)
- Voorhees, Daniel. Forty Years of Oratory (2 vols., Indianapolis, Indiana, 1898), edited by his three sons and his daughter, Harriet C. Voorhees, and with a biographical sketch by T. B. Long.

## 参照
1. ↑  International Genealogical Index, The Church of Jesus Christ of Latter-day Saints, copyright c. 1980, 1997

- この記事にはアメリカ合衆国内で著作権が消滅した次の百科事典本文を含む: Chisholm, Hugh, ed. (1911). "Voorhees, Daniel Wolsey". Encyclopædia Britannica (英語). Vol. 28 (11th ed.). Cambridge University Press. p. 211.